# Bluma Wasser
Bluma Wasser z domu Kirszenfeld (ur. 1912, zm. 1990) – polsko-żydowska nauczycielka, w czasie okupacji niemieckiej współpracowniczka organizacji Oneg Szabat.

## Życiorys
Z zawodu była nauczycielką. Należała do Poalej Syjon-Lewica. W grudniu 1939 poślubiła Hersza Wassera z którym przeprowadziła się do Warszawy. W getcie warszawskim została zaangażowana przez swojego męża do pracy w organizacji Oneg Szabat, tworzącej podziemne archiwum getta warszawskiego. W ramach tej działalności przede wszystkim przeprowadzała odpisy dokumentów. Wśród kopiowanych przez nią materiałów były między innymi relacje pierwszych uciekinierów z ośrodków zagłady w Chełmnie i Treblince.
W trakcie wielkiej akcji deportacyjnej w getcie, w lipcu 1942 roku udało jej się zbiec z Umschlagplatzu. Bluma i Hersz Wasserowie opuścili getto na początku 1943 roku i od tej pory ukrywali się pod zmienionym nazwiskiem po tzw. aryjskiej stronie. Warszawę opuścili po upadku powstania warszawskiego i doczekali wyzwolenia we wsi Łętownia w Małopolsce. W 1950 wyemigrowali do Izraela.
Bluma Wasser wraz ze swoim mężem i Rachela Auerbach byli jedynymi członkami Oneg Szabat, którzy przeżyli wojnę. W momencie poprzedzającym śmierć Bluma Wasser była ostatnim żyjącym członkiem Oneg Szabat. 